# بوينغ طراز 95

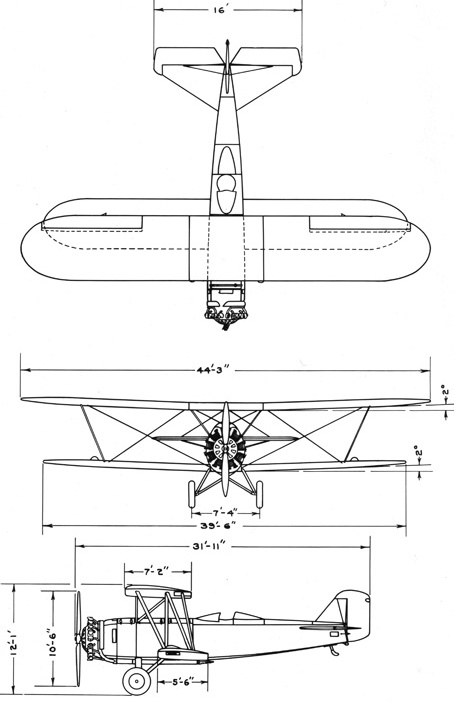
بوينغ موديل 95

طائرة بوينغ طراز 95 هي نموذج لطائرة من محرك واحد ذو سطحين لتوزيع البريد بنيت من قبل شركة بوينغ في الولايات المتحدة في أواخر عشرينات القرن العشرين لاستكمال بوينغ طراز 40 المستخدمة على خط بريد البوينغ الجوي.

## المتغيرات
طراز 95
إصدار قياسي 
نموذج 95أيطائرة واحدة بنيت بمحرك برات آند ويتني دبور

## المشغلون
- هندوراس الجو
- بوينغ للنقل الجوي
- الوطنية للنقل الجوي

## المواصفات
البيانات من Boeing Aircraft since 1916
الخصائص العامة
- طاقم: 1
- طول: 31 قدم 11 بوصة (9.73 م)
- باع الجناح: 44 قدم 3 بوصة (13.49 م)
- ارتفاع: 12 قدم 1 بوصة (3.68 م)
- مساحة الجناح: 490 قدم2 (46 م2)
- جناح حامل: Boeing 109/106[2]
- الوزن فارغة: 3,196 رطل (1,450 كـغ)
- الوزن الإجمالي: 5,840 رطل (2,649 كـغ)
- محركات: 1 × برات آند ويتني آر-1690 هورنت 9-cylinder air-cooled محرك شعاعي, 525 حصان (391 كـو)

أداء
- السرعة القصوى: 142 ميل/س (229 كم/س؛ 123 عقدة)
- سرعة العبور: 120 ميل/س (104 عقدة؛ 193 كم/س)
- مدى: 520 ميل (452 nmi؛ 837 كـم)
- سقف الخدمة: 16,000 قدم (4,877 م)
- معدل الصعود: 950 قدم/د (4.8 م/ث)

## الاستشهادات
1. ↑  Bowers 1989, p. 149.
2. ↑  Bowers 1989, p. 146.